# تپه باستانی مافین‌آباد
تپه باستانی مافین‌آباد با قدمت هزاره چهارم (پیش از میلاد)، هزاره پنجم (پیش از میلاد) به شمارهٔ ثبت ۲۲۳۵ در تاریخ ۱۳۷۷/۱۲/۰۳ به ثبت آثار ملی ایران رسید.
این تپه در شهرستان اسلامشهر، بخش مرکزی، و در جنوب شهرک قائمیه قرار دارد.